# Storyville (Boston)
Das Storyville war ein Jazzclub in Boston in den 1950er und 1960er Jahren, der 1950 von dem jungen Pianisten (und späteren Impresario des Newport Jazz Festivals) George Wein gegründet wurde; er befand sich zunächst im Keller des Bostoner Copley Square Hotel. 1951 zog er in das Hotel Buckminster am Kenmore Square um, kehrte aber um 1953 zurück (diesmal aber ins Erdgeschoss des Copley Square Hotel). 1959 wechselte der Club für ein Jahr ins Bradford Hotel.

## Geschichte
Nat Hentoff, von dem auch der Name des Clubs stammt, produzierte 1951 im Storyville Radiosendungen. Im November 1951 entstand im Storyville ein Roost-10-Zoll-Album des Billy-Taylor-Trios mit Charles Mingus. Auch der Radiosender WHDH übertrug ab 1952 regelmäßig aus diesem Club Jazzkonzerte, die auch auf Weins Jazzlabel Storyville erschienen. Unter anderem traten hier Edmond Hall, Marian McPartland, Lee Wiley, Sidney Bechet,  Stan Getz, Billie Holiday 1951, Chet Baker, Dave Brubeck 1952/1954, Erroll Garner 1952, Jo Jones 1953, Lester Young, Lee Konitz, Chet Baker 1954, Gerry Mulligan 1956 und Dakota Staton 1961 auf; in der Hausband spielte ab 1953 Rollins Griffith mit Champ Jones und Alan Dawson. Im Jahr 1953 hatte hier Charlie Parker zwei Auftritte im März und September mit unterschiedlichen Formationen, die 1985 auf dem Blue Note-Album Charlie Parker at Storyville dokumentiert wurden. Später war der Jazzclub auf Cape Cod, bis ihn George Wein Anfang der 1960er Jahre schloss, als er seine Aktivitäten nach New York City verlegte.